# Giovan Battista Cascione

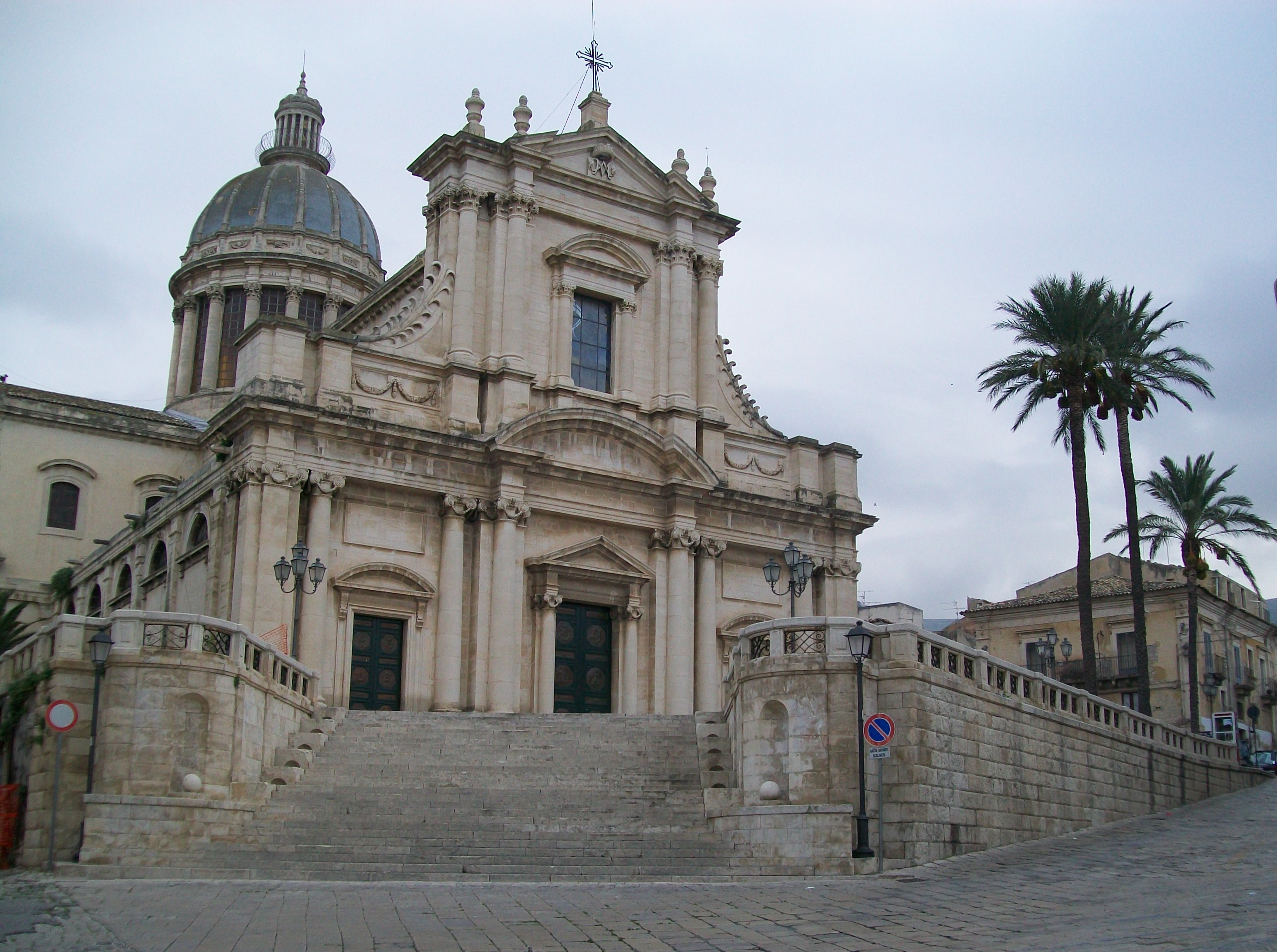
Basilica Santissima Annunziata a Comiso

Giovan Battista Cascione (Palermo, 1729 – Palermo, 1790) è stato un architetto italiano.

## Biografia
Era figlio di Giambattista, ingegnere del Senato di Palermo, e nipote del canonico Giovan Battista Vaccarini, famoso architetto: per questo utilizzò a volte con il doppio cognome "Cascione Vaccarini", forse per distinguersi dal padre .
Prese i voti come lo zio e come molti architetti siciliani del periodo.
La sua formazione probabilmente avvenne in ambito familiare e gli assicurò vaste competenze tecniche.
Nel 1772 è documentato a Comiso impegnato nella ricostruzione della chiesa della S. Annunziata distrutta da un terremoto e sul cantiere della Gancia a Palermo interessata da crolli.
Nel 1774 è documentato a Caltagirone come ingegnere idraulico.
Collaborò per un periodo con l'architetto Nicolò Palma.
Grazie all'appoggio del padre e dello zio ricoprì dal 1775 di "architetto coadiutore" e poi per sette anni (dal 1783 fino alla morte)  di regio architetto del Senato di Palermo.
Ebbe come allievo Vincenzo Fiorelli.

## Opere
- Basilica Santissima Annunziata a Comiso
- Palazzo Valguarnera-Ganci (attribuzione)
- Conservatorio di S. Lucia fuori porta a Maqueda (non più esistente)
- Completamento di villa Valguarnera a Bagheria
- Completamento palazzo Sant'Elia a Palermo
- Facciata della chiesa di S. Anna in S. Flavia
- Cupola di San Giorgio martire a Caccamo